# Encyklopedia rolnicza i rolniczo-przemysłowa
Encyklopedia rolnicza i rolniczo-przemysłowa – trzytomowa, ilustrowana, polska encyklopedia poświęcona tematyce rolniczej, która wydana została w latach 1888–1890 w Warszawie  .

## Historia
Opublikowana w Warszawie, znajdującej się wówczas na ziemiach polskich zaboru rosyjskiego, przez redakcję czasopisma rolniczego "Rolnik i Hodowca". Jej treść została ocenzurowana przez carski urząd. Encyklopedia drukowana była w drukarni Władysława Szulca i Ski w Warszawie w latach 1888–1890  .

## Opis
Publikowana była w zeszytach zszywanych później przez introligatorów w tomy. Każdy zeszyt składał się z 12–13 arkuszy druku. Cztery zeszyty formowały tom o zawartości 50 arkuszy druku. Zawiera liczne czarno-białe ilustracje wykonane techniką drzeworytniczą. Encyklopedia była dostępna w prenumeracie rocznej, półrocznej lub kwartalnej. Cena prenumeraty była niższa w Warszawie niż na prowincji i kosztowała rocznie: 5 rubli w Warszawie i 6 rubli na prowincji. Ryblową zniżkę otrzymywali również prenumeratorzy czasopisma "Rolnik i Hodowca" .
Wydano w sumie 3 tomy :
- t. 1, A-J, (785 s.)[1] ,
  - zeszyty 1-4,
- t. 2, K-O, (788 s.)[3] ,
  - zeszyty 1-4,
- t. 3, L-Ż, (734 s.)[4] ,
  - zeszyty 1-4.